# کاکفنی (گروه موسیقی)
کاکفنی (به انگلیسی: Cacophony) نام یک گروه اسپید متال آمریکایی بود که در ۱۹۸۶ با همکاری دو نوازنده گیتار حرفه‌ای به نام‌های مارتی فریدمن و جیسن بکر تشکیل شد و تا ۱۹۸۹ ادامه داشت. نام کاکفنی با حضور دو نوازنده گیتار متبحر، همیشه به عنوان یک گروه تکنیکی در سبک‌های اسپید متال و نئو-کلاسیکال متال مطرح است. گروه پس از ملحق شدن مارتی به گروه ترش متال مگادث و پیوستن جیسن به گروه دیوید لی روٍث از هم پاشید.

## آلبوم‌ها
| سال انتشار | نام آلبوم            |
| ---------- | -------------------- |
| ۱۹۸۷       | Speed Metal Symphony |
| ۱۹۸۸       | ‎Go off!‎              |